# جوزی داربی
جوزی داربی ((به انگلیسی: Josie d'Arby)، زاده ۳ اکتبر ۱۹۷۲) مجری تلویزیون و نقاش ولزی اهل نیوپورت، ولز است. در سال ۱۹۹۹، او جوانترین زن بریتانیایی شد که میزبان برنامه چت خود بود و این کار را در کانال ۵ انجام داد.